# Aurinia uechtritziana
Aurinia uechtritziana är en korsblommig växtart som först beskrevs av Joseph Friedrich Nicolaus Bornmüller, och fick sitt nu gällande namn av James Cullen och Theodore `Ted' Robert Dudley. Aurinia uechtritziana ingår i släktet praktstenörter, och familjen korsblommiga växter. Inga underarter finns listade i Catalogue of Life.